# 异丙醇铝
异丙醇铝是铝的异丙醇盐，分子式一般写作Al(O-i-Pr)3，其中i-Pr代表异丙基（—CH(CH3)2）。异丙醇铝为无色固体，是有机合成中很重要的试剂。其结构非常复杂，与溶剂等因素都有很大关系。

## 结构
异丙醇铝的结构很复杂，并且它的熔点受杂质的影响很大。核磁共振谱和X射线晶体学的数据都表明异丙醇铝为四聚结构，分子式最接近于Al[(μ-O-i-Pr)2Al(O-i-Pr)2]3。 Al原子为八面体结构，与三个双齿的"[Al(O-i-Pr)4]−"配体相连，而配体中的Al为四面体结构。理想结构拥有D3对称群。
叔丁醇铝为二聚体，分子式写作Al2(μ-O-t-Bu)2(O-t-Bu)4。 制备方法类似于异丙醇铝。

## 制备
制备异丙醇铝最常用的方法诞生于1936年， 步骤为加热回流100g铝、1200mL异丙醇和5g氯化汞的混合物，需要时可加入催化量的碘作引发剂。反应中生成了铝汞齐。140-150°C、5mmHg蒸馏纯化后，Young等人当时的产率高达85-90%。

## 反应
- Meerwein-Ponndorf-Verley还原反应中，用异丙醇铝-异丙醇体系作试剂，可将酮和醛还原为醇，而体系自身被氧化为丙酮。反应生成热力学控制的产物。
- Oppenauer氧化反应中，上述反应反应物与产物交换，二级醇被氧化为酮[7]，高烯丙醇氧化为α,β-不饱和羰基化合物。[7]

一般认为上述反应中涉及异丙醇铝四聚体的解聚：
有人研究了Al(O-i-Pr)3催化环酯开环聚合反应的应用。